# Rajahmundry
Rajahmundry är en stad i delstaten Andhra Pradesh i Indien, och tillhör distriktet East Godavari. Folkmängden uppgick till cirka 380 000 invånare vid folkräkningen 2011, och storstadsområdet (inklusive förorter som t.ex. Dowleswaram och Katheru) beräknades ha lite mer än en halv miljon invånare 2018.
Staden har en flygplats, Rajahmundry Airport.